# Гайдаровский сельсовет
Гайдаровский сельсовет — сельское поселение в Орджоникидзевском районе Хакасии.
Административный центр — посёлок Гайдаровск.

## История
Статус и границы сельского поселения установлены Законом Республики Хакасия от 7 октября 2004 года № 68 «Об утверждении границ муниципальных образований Боградского района и наделении их соответственно статусом муниципального района, сельского поселения»

## Население
| 2002 | 2010 | 2012 | 2013 | 2014 | 2015 | 2016 |
| ---- | ---- | ---- | ---- | ---- | ---- | ---- |
| 367  | ↘291 | ↘271 | ↘257 | ↘237 | ↘230 | ↘218 |
| 2017 | 2018 | 2019 | 2020 | 2021 |      |      |
| ↗221 | ↗223 | ↗225 | ↘212 | ↗223 |      |      |

### Национальный состав
Русские (88,2 %), хакасы (3,6 %).

## Состав сельского поселения
В состав сельского поселения входит один населённый пункт — посёлок Гайдаровск.

## Местное самоуправление
Администрация
п. Гайдаровск, Целинная,  5
Глава администрации
- Рехлов Алексей Владимирович